# Fuentelsaz
Fuentelsaz é um município da Espanha na província de Guadalajara, comunidade autónoma de Castilla-La Mancha, de área 40,18 km² com população de 118 habitantes (2004) e densidade populacional de 2,94 hab/km².

## Demografia
| Variação demográfica do município entre 1991 e 2004 | Variação demográfica do município entre 1991 e 2004 | Variação demográfica do município entre 1991 e 2004 | Variação demográfica do município entre 1991 e 2004 |
| --------------------------------------------------- | --------------------------------------------------- | --------------------------------------------------- | --------------------------------------------------- |
| 1991                                                | 1996                                                | 2001                                                | 2004                                                |
| 158                                                 | 156                                                 | 132                                                 | 118                                                 |